# II. Apafi Mihály

Az Apafiak címere

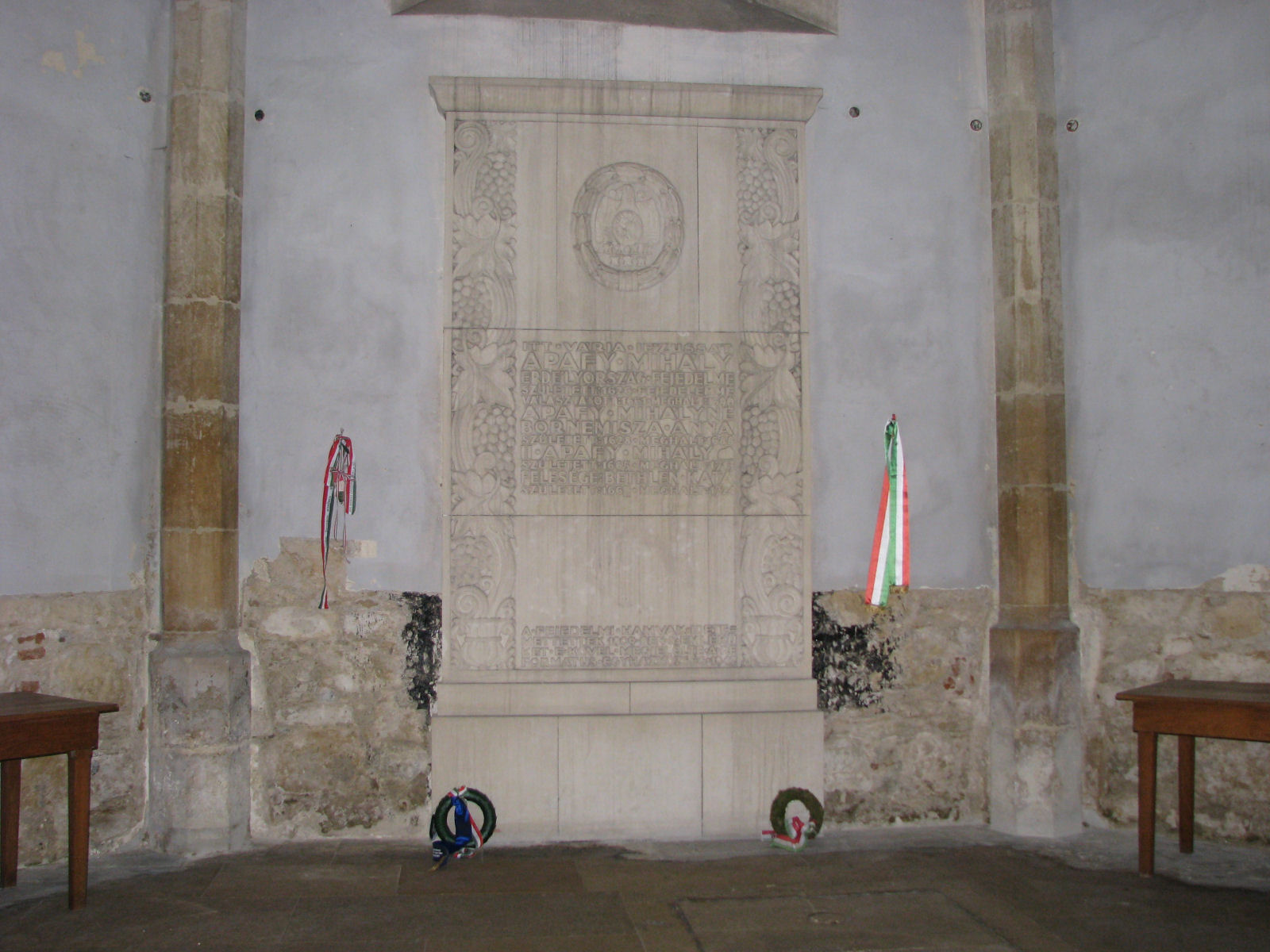
II. Apafi Mihály sírhelye a kolozsvári Farkas utcai református templomban

Apanagyfalvi II. Apafi Mihály (Gyulafehérvár, 1676. október 13. – Bécs, 1713. február 1.) erdélyi fejedelem, I. Apafi Mihály fia. 
Ő volt az Apafiak által adott két erdélyi fejedelem közül a második.
Több alkalommal tényleges fejedelem, de a politikában fiatal kora miatt nem vett részt. Erdélyben a Diploma Leopoldinum nagykorúságáig guberniumot (kormányzóságot) vezetett be, de egy időben nagykorúvá válásával I. Lipót Bécsbe internálta. A gubernium így fennmaradt, 1701-ben lemondott a fejedelmi rangról, ennek fejében évenkénti kegydíjat (életjáradékot) kapott, majd birodalmi hercegi címet. 1713-ban meghalt.

## Élete

### Társuralkodóként
I. Apafi Mihály és Bornemisza Anna fiaként született. Testvérei közül egyedüliként érte meg a felnőttkort. Még apja életében, 1681. június 10-én erdélyi fejedelemmé választották, azzal a feltétellel, hogy húszéves korában veheti át a hatalmat. Korai fejedelemmé választásának oka az öröklés biztosítása volt, és ezt a választást IV. Mehmed jóváhagyta. Maga Apafi is IV. Mehmed athnáméja révén uralkodott, így a választás legfontosabb legitimációja megvolt. Ez azonban súlyos anyagi áldozatba került Erdély számára.
1683-ban I. Apafi még a Bécset ostromló török sereget segítette kényszerből 5000 lovasa élén, azonban Bécs felszabadítása után a császári hadsereg ellentámadásba lendült és éveken át tartó sikersorozatba kezdett. 1686-ban Buda visszafoglalására is sor került. Ugyanekkor júniusban a Haller-féle diplomával Erdély formális függőségbe került Lipóttól. Az okiratban azonban Lipót elismerte II. Apafi Mihály örökösödési jogát. A magyarországi hadjáraton részt vevő császári sereg ezután Erdélybe vonult telelni. Ebben a helyzetben feladták a korábbi életkorra vonatkozó feltételt és a Lipót által frissen elismert örökösödési joggal élve 1687. szeptember 17-én beiktatták II. Apafi Mihályt a fejedelmi méltóságba, októberben apja aláírta a balázsfalvi paktumot. 1688. május 9-én a fejedelemség a fogarasi nyilatkozatban felesküdött a császárra, és német helyőrségeket fogadott be. Ettől kezdve Erdély nem török adót és ajándékot, hanem német adót és katonatartást fizetett.
Erdély már hosszabb ideje súlyos gazdasági helyzetben volt, amit a mértéktelen katonai kiadások, a török és német adók, valamint a vasvári békével elvesztett fontos területek okoztak elsősorban. Idősebb Apafi felesége 1688-as halála után egyre mélyebb depresszióba esett, majd 1690. április 15-én meghalt egy vadászaton szerzett meghűlés szövődményeiben.

### Fejedelemként
III. Szulejmán szultán Thököly Imrének adott athnámét idősebb Apafi halála után, azonban ezt a kinevezést már nem tudta hathatósan alátámasztani katonai erővel, hiszen Erdélyben de facto Lipót volt az úr. Az erdélyi rendek I. Lipóttól kérték ifjabb Apafi fejedelemségének elismerését, hiszen az öröklési jogot már négy évvel korábban elismerte. Thököly török és tatár segédlettel augusztus 21-én Zernyestnél megverte az erdélyi hadakat. Szeptember 25-én a keresztényszigeti gyűlésen egyhangúlag fejedelemmé választották, de Lajos badeni őrgróf októberre kiszorította Erdélyből. Így mire Bethlen Miklós a Diploma Leopoldinummal Erdélybe ért, a krízisnek már vége is volt. II. Apafi Mihály kiáltványban tette közzé, hogy gyámjaiként III. Frigyes brandenburgi választófejedelmet és Orániai Vilmost ismeri el. Mindkét uralkodó protestáns lévén reménykedhetett abban, hogy az unitárius fejedelmet támogatják majd a Német-római Birodalom ellenében.
I. Lipót a Thököly-intermezzóra tekintettel adta ki a Diploma Leopoldinumot, hiszen Nándorfehérvár alól kellett visszafordítani a császári sereget Thököly miatt. A Bethlen által fogalmazott okirat jóval kedvezőbb volt a Bécsben ekkortájt tervezett rendeleteknél, amelyek Erdélyt teljesen beolvasztották volna a Habsburg birodalomba tartományként. Az Erdély közjogi helyzetét szabályozó okirat értelmében Erdély a Habsburg Birodalom része lett és évi 50 000 forint adó fizetésére kötelezték. A Diploma továbbá előírta, hogy II. Apafi nagykorúságáig a három nemzet tagjaiból kormányzót kell választani. Bécsben Erdélyi Udvari Kancelláriát állítottak fel. 1691-ben a fogarasi gyűlés Bánffy Györgyöt nevezte ki kormányzónak, akit Bethlen Miklós kancellár, Apor István kincstárnok és Bethlen Gergely főgenerális segített a kancellária ügyeinek irányításában. Ez a rendszer a gubernium (kormányzóság), amelyben ott van a fejedelem, de nem kormányoz. Elvileg csak II. Apafi nagykorúságáig lett volna érvényben.

### Gubernium
II. Apafi ténylegesen sosem uralkodhatott és része sem volt az uralkodásban, dacára annak, hogy törvényesen megválasztott, a törökök majd a németek által is elismert fejedelem volt. A guberniumban a kormányzót a rendek választották és Lipót szentesítette a kinevezést. Erdély „alkotmányos nemzetként” tért vissza Magyarországhoz, ahol érvényesek az elszakadás előtti és a fejedelmi korban hozott törvények is. „… a fejedelmi kort a török bukta után bármi erőfeszítéssel se lehetett volna fentartani,” ennek egyik lépcsőfoka volt Apafi félreállítása.
Bánffy kormányzatára az „alkotmányszerű” jellemző, több megoldatlan probléma akadályozta az alkotmányosságot. Ezeket a Diploma Leopoldinum alapján Erdélynek magának kellett rendezni, ám ha ez nem történik meg, akkor az udvar rendelkezik bennük. A vallásszabadság és a nemzetiségi kérdés volt a két kényes probléma. A vallási és nemzeti kiegyezésben történtek lépések. Visszaállították a püspökségeket, annak ellenére, hogy a korábbi püspöki ingatlanok már szekularizálásra kerültek. Katolikus iskolákat alapítottak és megkapták a dézsmából is a részesedést. Azonban a szerzetesrendek visszaállítása akadályokba ütközött, mert Erdélybe nem akarták ismét beengedni a jezsuitákat, akiket végül az udvar engedett be Erdélybe.
A nemzetiségi kiegyezést a szászokkal kellett megejteni. Néhány törvény módosításával kezdődött, majd az adórendszer igazságosságát vitatókat kellett kielégíteni. A székely székek adómentességüket és adókedvezményeiket a katonáskodási kötelezettséggel magyarázták, így nem lehetett őket is megadóztatni. Végül az adókapuszámok módosításával érték el, hogy a szász és székely-magyar vidékek körülbelül azonos adót fizessenek. Ez fenn is állt addig, míg Lipót el nem törölte a kapuszámokat.
1694. június 30-án Bodonban vette feleségül Bethlen Gergely leányát, Bethlen Katalint, valószínűleg Bánffy és Bethlen nyomására. Talán ezzel akarták elkerülni, hogy Bécs házasítsa ki idegen, esetleg katolikus feleséggel. Ez a házasság azonban a császári udvar engedélye nélkül jött létre, ennek ürügyén Apafit Bécsbe rendelték 1696-ban, abban az évben, amikor az eredeti fejedelemválasztás alapján elérte volna azt a kort, amelyben átvehette volna a fejedelmi trónt. Az angol és holland politika szívesen látta volna Erdély önállóságát, emellett érdekeik békét kívántak a Balkánon, ezért folytonosan szorgalmazták a békekötést a törökökkel. Egy olyan békét szerettek volna, amely garantálja Erdély önállóságát. Az erdélyi kormányzat azonban nem ismerte fel az angol és holland érdeklődésben rejlő lehetőségeket, míg Thököly igen és élénk kapcsolatokat épített ki ezekkel az udvarokkal. Lipót részéről félő volt, hogy Thököly ezúttal nem török, hanem angol, holland és francia segítséggel tör ismét az erdélyi trónra, ezért is a gubernium további lebegtetése lehetett a megoldás. Az 1688 óta zajló pfalzi örökösödési háború is a török háborúk lezárását és Erdély helyzetének rendezését kívánta. Ezért a bécsi udvar az egész Balkán elfoglalásának vágyálmát feladva tárgyalásokba kezdett az oszmánokkal. 1698-ban még a török békefeltételek közt is szerepelt ugyanez. De 1699-ben a karlócai béke már semmilyen kitételt nem tartalmazott Erdélyre vonatkozóan. II. Apafi Mihály kis ideig még várt, hogy a protestáns udvarok mit szólnak a békéhez, de amikor minden remény elveszett, 1701-ben lemondott a trónról.

### Lemondása után
Később német-római birodalmi hercegi címet és 10 000 forint évi kegydíjat kapott, elcserélte erdélyi birtokait. Apafi 1713. február 1-jén, 36 éves korában, Bécsben halt meg. Felesége még 12 évi udvari sínylődés után, 1725. január 2-án követte őt. Koporsóját Almakerékre vitték, és a templom sekrestyéjében helyezték el. Feleségével együtt csak 1790-ben tették sírboltba, majd 1942. november 23-án apjával együtt hamvait a kolozsvári Farkas utcai református templomban helyezték végső nyugalomra.

## Művei
Egy imádságos könyv és egy napló ismeretes tőle.
- Tóth Ernő: I. Apafi Mihály, II. Apafi Mihály erdélyi fejedelmek naplója 1634–1694; Ajtai Ny., Kolozsvár, 1900
- II. Apafi Mihály erdélyi fejedelem magános könyörgései; sajtó alá rend., bev. Kristóf György; Ifjú Erdély, Cluj-Kolozsvár, 1930